# Lennart Nilsson
Lennart Nilsson (Strängnäs, 24 de agosto de 1922-Estocolmo, 28 de enero de 2017) fue un fotógrafo científico sueco destacado por sus fotografías del proceso de gestación humano en el seno materno.
Comenzó trabajando como fotoperiodista independiente hasta ser contratado por una editorial sueca. Entre sus primeros trabajos como fotoperiodista se encuentra un reportaje sobre la liberación de Oslo durante la Segunda Guerra Mundial.
En torno a los años cincuenta se dedicó a realizar fotografía sobre la naturaleza, realizando reportajes sobre las hormigas, el mundo submarino y otros temas.
A partir de los años sesenta se dedica a fotografiar el interior del cuerpo humano y en 1965, empleando un endoscopio, realizó la primera fotografía de un feto humano de 18 semanas de vida, fotografía que le dio a conocer en el plano internacional y que aparece en su libro: Ha nacido un niño (Ett barn blir till).
Sus trabajos han sido publicados en numerosas revistas como Life, Time, Paris Match, Stern y Geo.
A partir del éxito de sus fotografías también se dedicó a realizar producciones audiovisuales como The First Days (Los primeros días) en 1966, Killer and Cancer Cells (Células de cáncer y de muerte) en 1968, The Life Saga (La saga de la vida) en 1982, The Miracle of Life (El milagro de la vida)  en 1983 o Miracle of Love (Milagro del amor) en 2000.
En el caso del programa de 1982, tras su exhibición en SVT, la BBC emitió su versión para el programa de ciencias Horizon, y después, la cadena pública PBS, en el programa de ciencias NOVA, producido por la cadena WGBH de Boston.
En 1980 recibió el Premio internacional de la Fundación Hasselblad, en 1992 el Master of Photography de los Premios Infinito y en 1993 el Premio de cultura de la asociación alemana de fotografía. 
En su honor se creó en 1998 el Premio Lennart Nilsson a la mejor fotografía científica, técnica o médica.